# 桝谷川
桝谷川（ますたにがわ）は、福井県南条郡南越前町を流れる一級河川九頭竜川水系日野川の支流である 。

## 地理
大草山 (852.4 m) を源流とし、途中ますたに湖にて流量を調整し、宇津尾集落近辺で日野川に流入する。

## 流域の自治体
- 福井県南条郡南越前町

## 流域の道路・施設・支流
- 町道
- 桝谷ダム・ダム湖周辺に注ぐ渓谷